# جوزيبي فيردي
جوزبي فيردي (بالإيطالية: Giuseppe Verdi)‏ ‏(1813 - 1901) هو مؤلف موسيقي إيطالي. ألف العديد من الأعمال الأوبرالية (على غرار عايدة وعُطيل)، كما كتب قُداسًا جنائزيًا (Requiem) عام 1874م. كان له حِس طبيعي أهّله لكتابة الأعمال المسرحية، عمل على مواصلة مسيرة مواطنيه «بليني» و«جواكينو روسيني» في ترسيخ التقاليد الأوبرالية الإيطالية في مواجهة التيار الجديد المتأثر بأعمال «ريشارد فاغنر».

## أعماله
من أعماله الأوبرالية:
- ريغوليتو (1851م)؛
- الصلوات المسائية الصقلية (1855م)؛
- الحفل المُقنع (1859م)؛
- دون كارلوس (1867م)؛
- عايدة (1871م)، والتي ألفها مأجورًا من الخديوي إسماعيل لحفل افتتاح قناة السويس، ولتساند بقصتها حملة إسماعيل على الحبشة. ؛
- عطيل (1887م)؛

## عن حياته

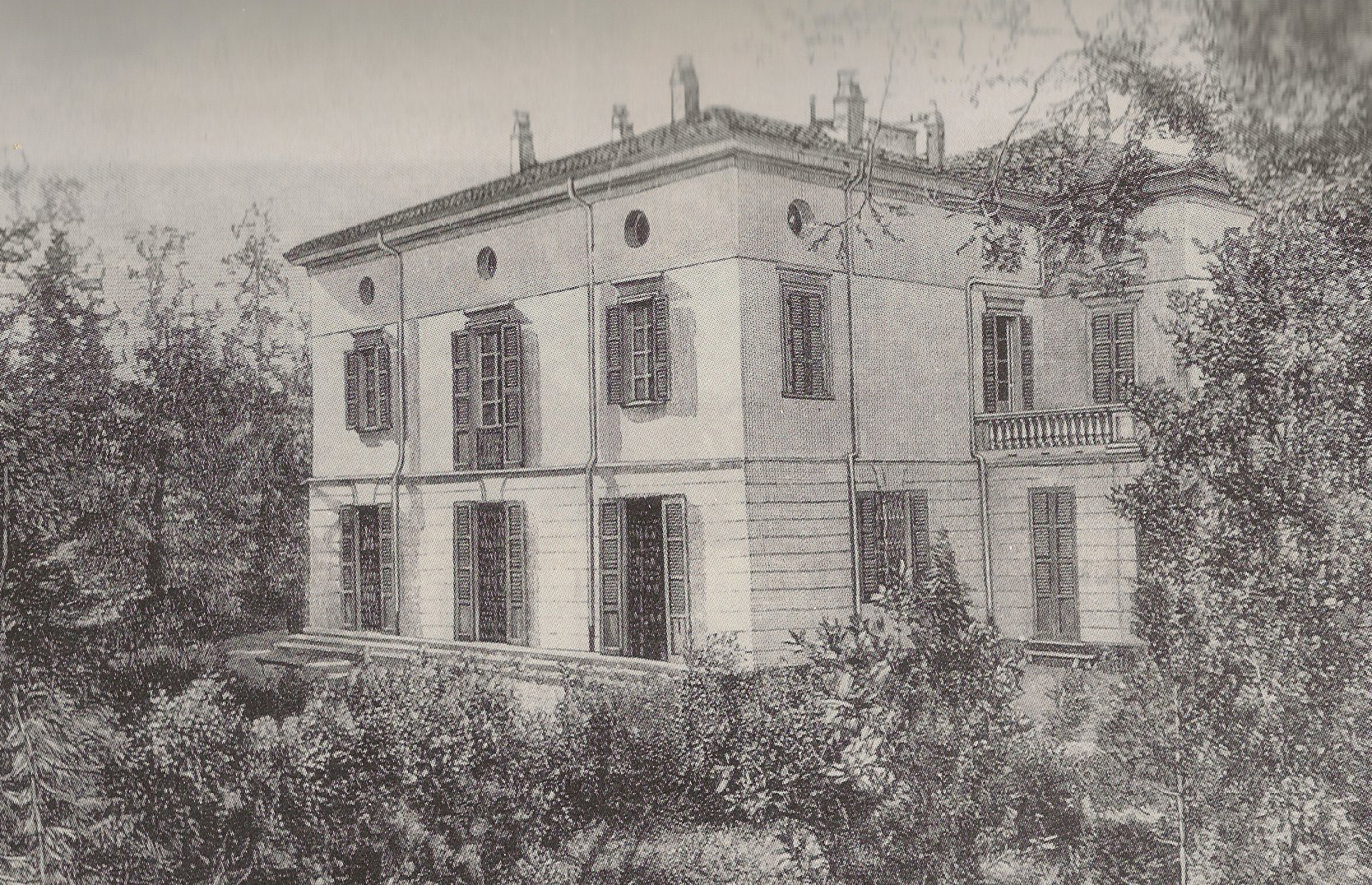
فيلا فيردي في سانتا أجاتا - 1859

بينما كان لا يزال صغيرًا، انتقل فيردي مع أسرته من بيكانزا إلى بوسيتو، حيث كانت فرص تعلم الموسيقى أفضل بكثير، بفضل زيارة مكتبة المدرسة اليسوعية هناك. أيضًا حصل فيردي على أولى دروس التلحين في بوسيتو.بعدما بلغ عامه العشرين، انتقل فيردى لميلانو ليواصل دراسته، حيث حصل على دروس خاصة في الألحان المستقلة الإيقاع والمرتبطة النغم (counterpoints)، وواظب على حضور العروض الأوبيرالية، وحفلات الموسيقى، وبخاصة الموسيقى الألمانية. يرجع الفضل ل (مجموعة العالم الجميل) بميلانو، في اقناع فيردي ببدأ العمل كمؤلف ألحان موسيقية مسرحية.
بعد عودة فيردي لمدينة الأولى بوسيتو، أصبح عميدًا لموسيقى المدينة بفضل أحد محبى الموسيقى من التجار المحليين؛ أنطونيو باريزى، والذي طالما دعّم أحلام فيردي الموسيقية في ميلانو. قدّم فيردى أول عروضة الموسيقية عام 1830 في منزل باريزى. لاحقًا، أصبح فيردى مدرس الموسيقى الخاص لمارغريتا؛ ابنة باريزى. بعدها تزوج فيردي من مارغريتا عام 1836 ورزقا بطفلين، كلاهما مات رضيعًا، وكذلك فارقت مارغريتا الحياة عام 1840، بعدها بعامين ألف فيردي ثالث أعمالة: نابوكو، أوبرا من أربعة فصول والتي تعدّ من العلامات الفارقة في حياته، والتي معها بدأ سمعته كمؤلف موسيقي معروف.

## روابط خارجية
- جوزيبي فيردي على موقع IMDb (الإنجليزية)
- جوزيبي فيردي على موقع الموسوعة البريطانية (الإنجليزية)
- جوزيبي فيردي على موقع ألو سيني (الفرنسية)
- جوزيبي فيردي على موقع ميوزك برينز (الإنجليزية)
- جوزيبي فيردي على موقع أول موفي (الإنجليزية)
- جوزيبي فيردي على موقع قاعدة بيانات برودواي على الإنترنت (الإنجليزية)
- جوزيبي فيردي على موقع قاعدة بيانات الأفلام السويدية (السويدية)
- جوزيبي فيردي على موقع إن إن دي بي (الإنجليزية)
- جوزيبي فيردي على موقع أول ميوزيك (الإنجليزية)
- جوزيبي فيردي على موقع ديسكوغز (الإنجليزية)